# Oskar Begas
Oskar Begas (alemany: Oscar Begas)  (Berlín, 31 de juliol de 1828 - Berlín, 10 de novembre de 1883) va ser un retratista i pintor de fets històrics alemany.

## Vida i carrera

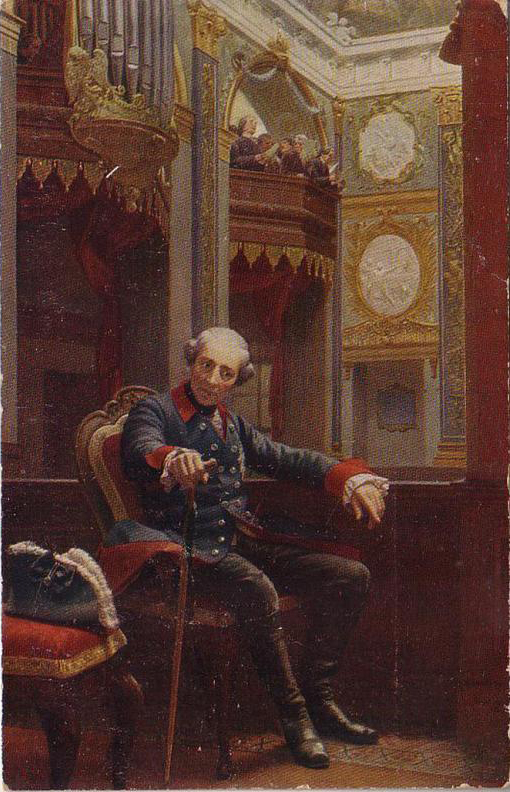
Frederic el Gran a la capella del palau de Charlottenburg (1868)

Va rebre les seves primeres lliçons del seu pare, el conegut pintor Carl Joseph Begas, i va començar fent retrats de la seva família. Aviat va estar col·laborant en obres amb el seu pare i, als tretze anys, va rebre el seu primer encàrrec. Més tard, a l'Acadèmia de les Arts de Prússia, es va especialitzar en pintura d'història. De 1849 a 1850, va estudiar a l'Acadèmia de Belles Arts de Dresden amb Eduard Bendemann. Va viure a Itàlia amb una beca durant dos anys, de 1852 a 1854.
Va tornar a Berlín després de la mort del seu pare, completant una sèrie inacabada de retrats que representaven cavallers que havien rebut el Pour le Mérite. Després, va rebre molts dels seus encàrrecs del rei Friedrich Wilhelm IV, produint retrats de Heinrich Friedrich Link, August Böckh, Johannes von Müller i Johann Lukas Schönlein, entre d'altres. El 1866, va ser nomenat professor a l'Acadèmia, continuant amb la demanda i exposant àmpliament. Cap al final de la seva vida, es va concentrar en els paisatges. Des de la seva mort, el seu estil ha arribat a considerar-se més aviat formulista.
També va fer alguns treballs de decoració, incloent-hi llunetes al Rotes Rathaus i petits murals a la sala de ball de la Kaisergallerie (una mena de centre comercial primerenc) a Unter den Linden. Poc d'aquests en queda, però. Un diari detallat que va portar des del 1843 fins al 1848 ha estat de gran utilitat per als historiadors culturals. El manuscrit de tres volums es troba a la col·lecció de la Stiftung Stadtmuseum Berlin.
El seu germà Adalbert també era pintor. Els seus germans Karl i Reinhold eren tots dos escultors.

## Galeria

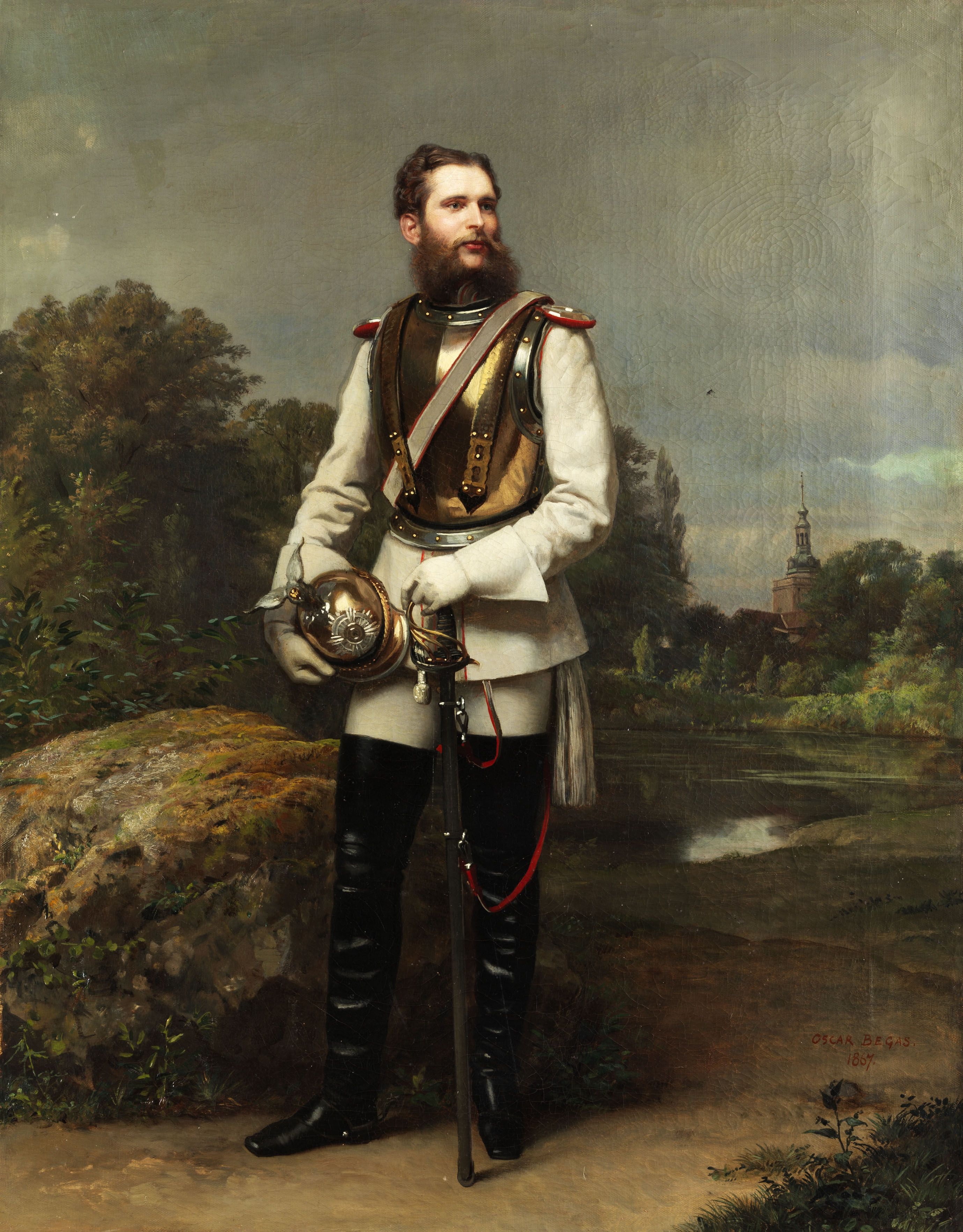
Príncep hereu Guillem de Prússia, 1867
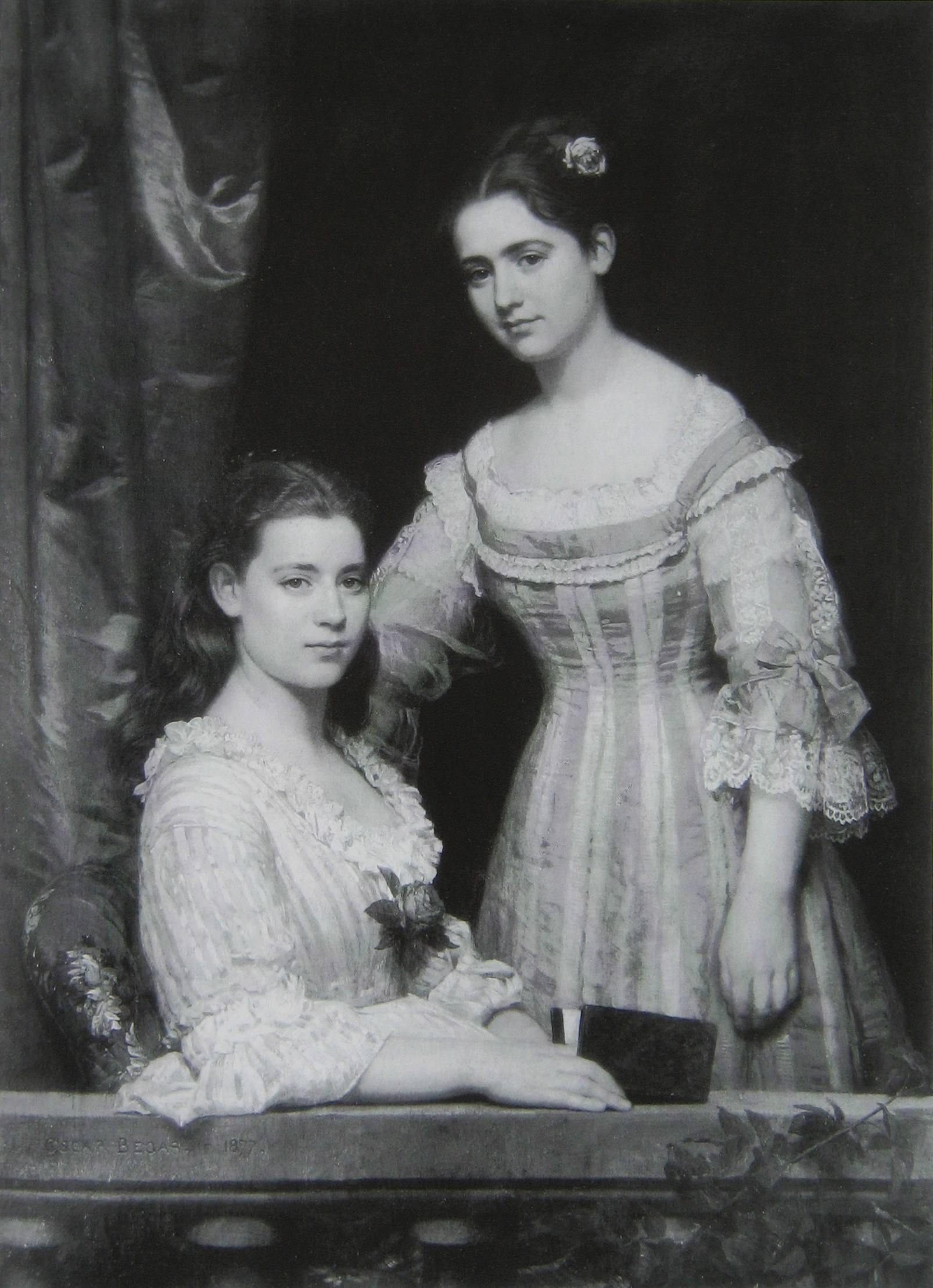
Les filles de l'artista, 1877
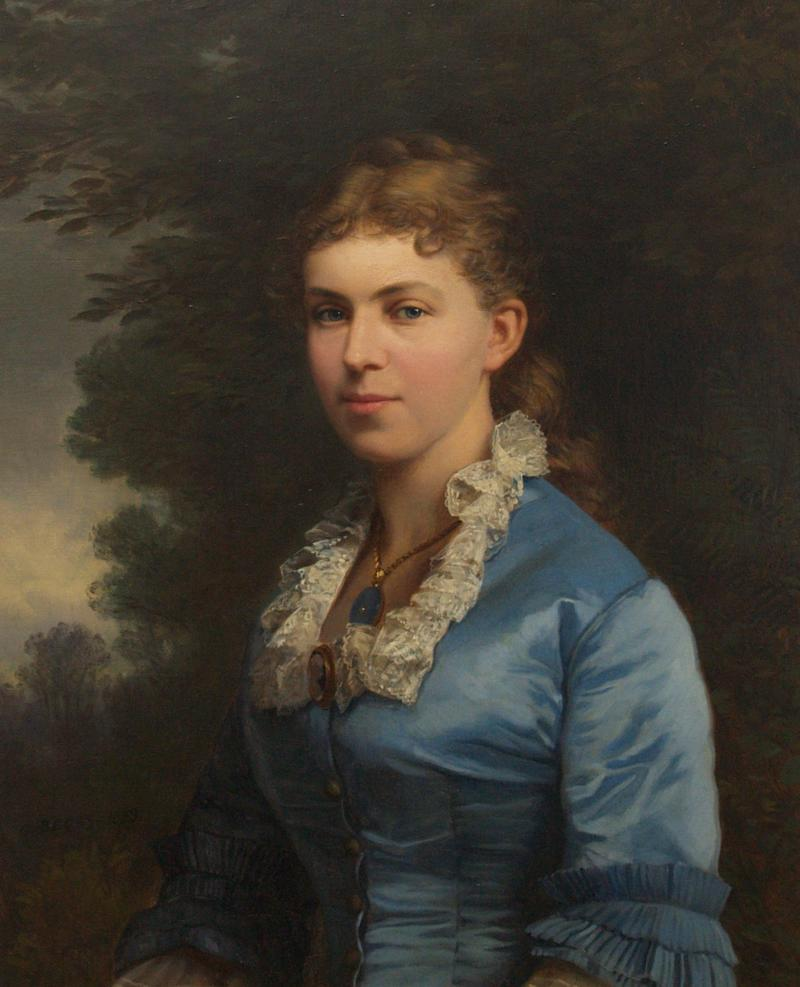
Retrat Elisabeth Heegewaldt, 1883
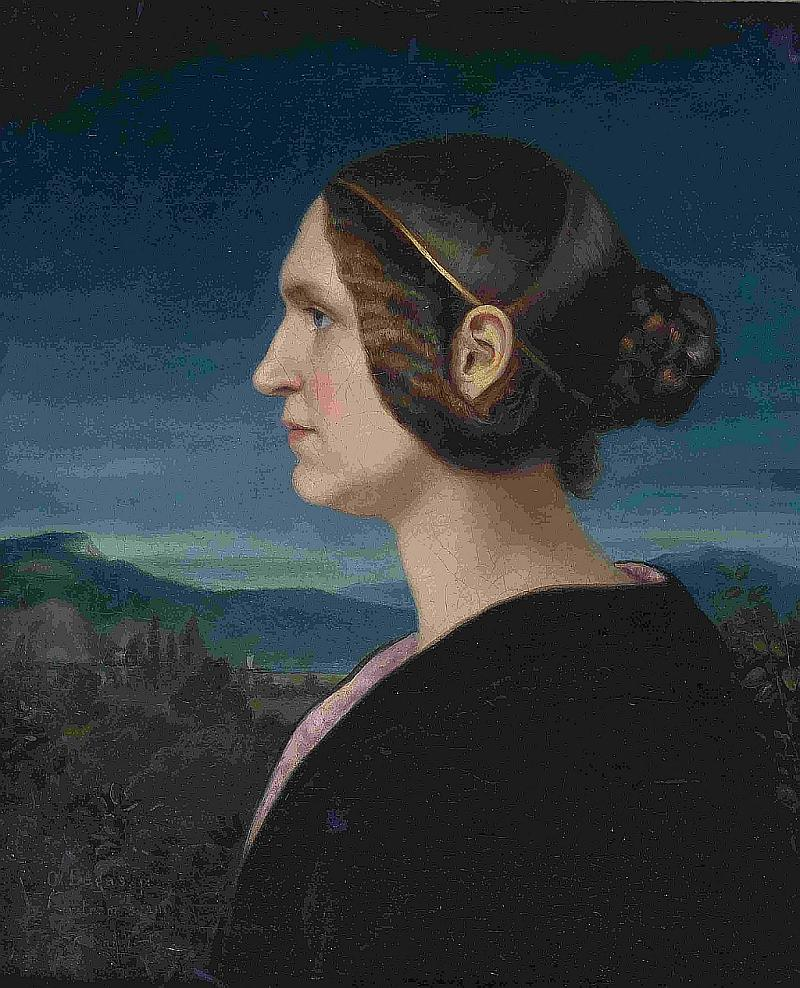
Wilhelmine Begas, 1842
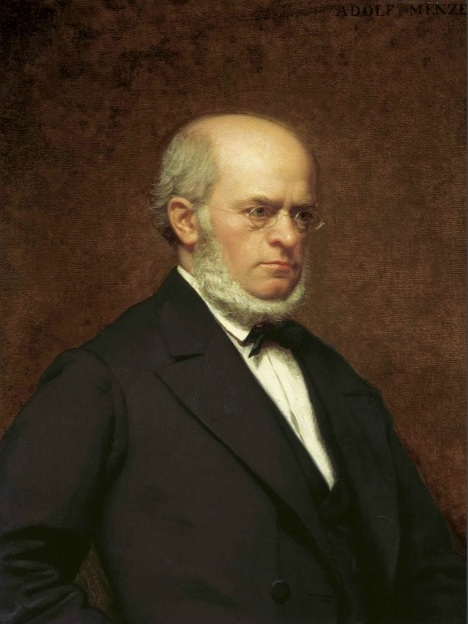
Retrat del pintorAdolph von Menzel, 1875
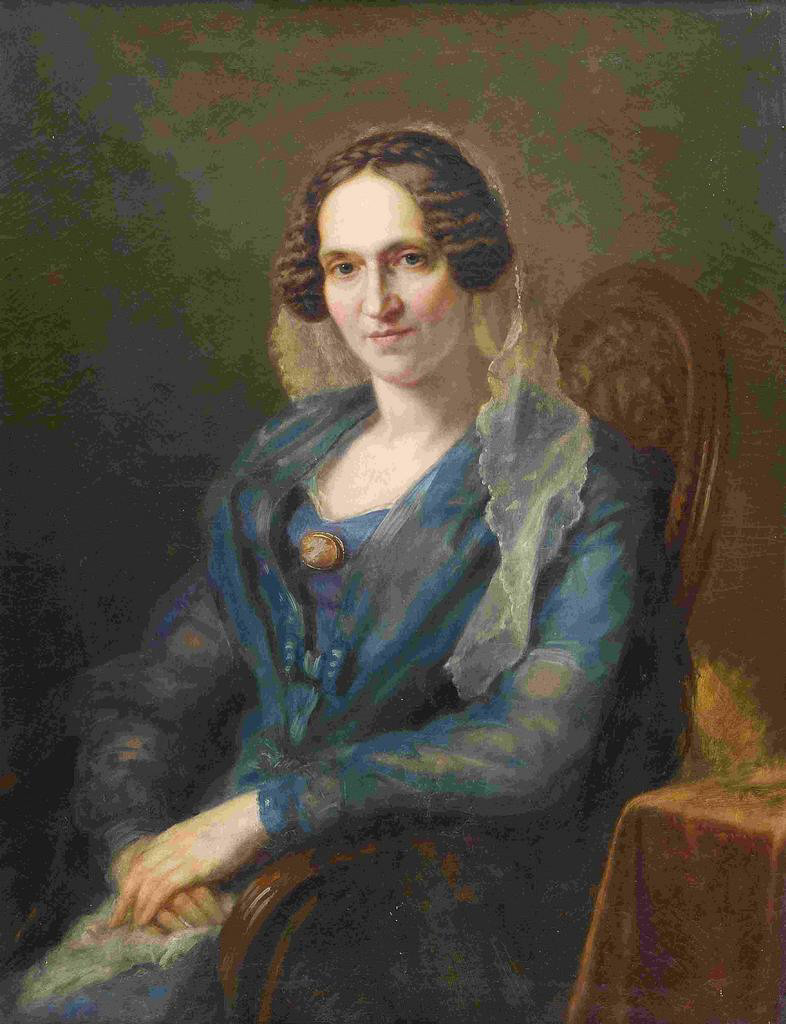
Marie Begas, 1883